# 30553 Arcoverde
30553 Arcoverde este o planetă minoră (asteroid) din centura de asteroizi. A fost descoperită pe 16 iulie 2001 la Stația Anderson Mesa de Lowell Observatory Near-Earth-Object Search. 
Obiectul prezintă o orbită caracterizată de o semiaxă mare de 2,5632523 UAi, o excentricitate de 0,12, o înclinație de 2,98817 ° în raport cu ecliptica.